# Championnat de Suède de hockey sur glace 2013-2014
Saison précédente Saison suivante

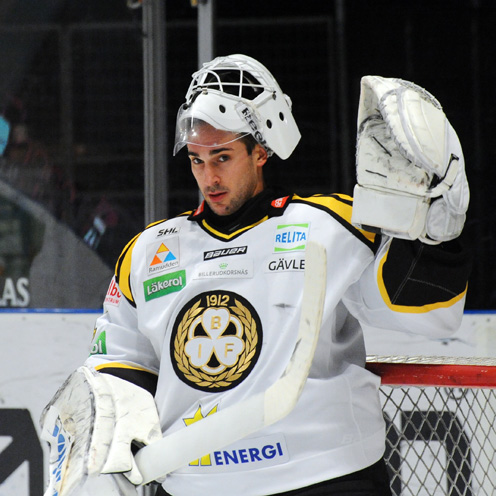
Bernard Starkbaum, gardien suédois de hockey sur glace le 24 novembre 2013

La saison 2013-2014 est la trente-neuvième saison de la SHL pour Svenska hockeyligan ou Swedish Hockey League, le championnat élite de hockey sur glace en Suède. Le championnat portait le nom d'Elitserien jusqu'en 2013. Elle a lieu du 14 septembre 2013 à avril 2014.

## Classement final
Les six premières équipes de la saison régulière sont qualifiées pour les séries éliminatoires. Les équipes classées de six à dix disputent un barrage au meilleur des trois matchs afin de se qualifier pour les quarts de finale des séries éliminatoires. Les équipes classées onze et douzième disputent la Kvalserien.
| Clt   | Équipe          | PJ | V  | VP | D  | DP | BP  | BC  | Diff | Pts |
| ----- | --------------- | -- | -- | -- | -- | -- | --- | --- | ---- | --- |
| +001, | Skellefteå AIK  | 55 | 32 | 4  | 12 | 7  | 179 | 121 | +58  | 111 |
| +002, | Frölunda HC     | 55 | 29 | 4  | 15 | 7  | 153 | 123 | +30  | 102 |
| +003, | Växjö Lakers HC | 55 | 23 | 7  | 14 | 11 | 156 | 130 | +26  | 94  |
| +004, | Brynäs IF       | 55 | 19 | 11 | 19 | 6  | 163 | 152 | +11  | 85  |
| +005, | Färjestads BK   | 55 | 21 | 7  | 19 | 8  | 143 | 134 | +9   | 85  |
| +006, | Luleå HF        | 55 | 22 | 6  | 21 | 6  | 136 | 115 | +21  | 84  |
| +007, | Leksands IF     | 55 | 23 | 5  | 23 | 4  | 118 | 155 | -37  | 83  |
| +008, | Modo Hockey     | 55 | 18 | 10 | 20 | 7  | 131 | 132 | -1   | 81  |
| +009, | Linköpings HC   | 55 | 20 | 7  | 24 | 4  | 174 | 167 | +7   | 78  |
| +010, | HV71            | 55 | 17 | 9  | 27 | 2  | 146 | 182 | -36  | 71  |
| +011, | Örebro HK       | 55 | 13 | 5  | 25 | 12 | 119 | 160 | -41  | 61  |
| +012, | AIK             | 55 | 12 | 6  | 30 | 7  | 124 | 171 | -47  | 55  |

- Champion de la saison régulière
- Séries éliminatoires
- Tour préliminaire des séries éliminatoires
- Barrage de relégation (Kvalserien)

## Séries éliminatoires
|  | Quarts de finale | Quarts de finale |                |   | Demi-finales | Demi-finales |  |  | Finale | Finale |
|  | Quarts de finale | Quarts de finale |                |   | Demi-finales | Demi-finales |  |  | Finale | Finale |
|  |                  |                  |                |   |              |              |  |  |        |        |
|  |                  |                  |                |   |              |              |  |  |        |        |
|  |                  |                  |                |   |              |              |  |  |        |        |
|  | Skellefteå AIK   | 4                |                |   |              |              |  |  |        |        |
|  | Skellefteå AIK   | 4                |                |   |              |              |  |  |        |        |
|  | HV71             | 1                |                |   |              |              |  |  |        |        |
|  | HV71             | 1                | Skellefteå AIK | 4 |              |              |  |  |        |        |
|  |                  |                  | Skellefteå AIK | 4 |              |              |  |  |        |        |
|  |                  | Linköpings HC    | 1              |   |              |              |  |  |        |        |
|  | Frölunda HC      | Linköpings HC    | 1              | 3 |              |              |  |  |        |        |
|  | Frölunda HC      |                  |                | 3 |              |              |  |  |        |        |
|  | Linköpings HC    | 4                |                |   |              |              |  |  |        |        |
|  | Linköpings HC    | 4                | Skellefteå AIK | 4 |              |              |  |  |        |        |
|  |                  |                  | Skellefteå AIK | 4 |              |              |  |  |        |        |
|  |                  | Färjestad BK     | 0              |   |              |              |  |  |        |        |
|  | Växjö Lakers     | Färjestad BK     | 0              | 4 |              |              |  |  |        |        |
|  | Växjö Lakers     |                  |                | 4 |              |              |  |  |        |        |
|  | Luleå HF         | 2                |                |   |              |              |  |  |        |        |
|  | Luleå HF         | 2                | Växjö Lakers   | 2 |              |              |  |  |        |        |
|  |                  |                  | Växjö Lakers   | 2 |              |              |  |  |        |        |
|  |                  | Färjestad BK     | 4              |   |              |              |  |  |        |        |
|  | Brynäs IF        | Färjestad BK     | 4              | 1 |              |              |  |  |        |        |
|  | Brynäs IF        |                  |                | 1 |              |              |  |  |        |        |
|  | Färjestad BK     | 4                |                |   |              |              |  |  |        |        |
|  | Färjestad BK     | 4                |                |   |              |              |  |  |        |        |

### Finale
| 15 avril | Skellefteå AIK | 3-0 (2-0, 1-0, 0-0) | Färjestad BK | Skellefteå Kraft Arena 6 001 spectateurs |

| Feuille de match | Feuille de match | Feuille de match           | Feuille de match | Feuille de match |
| ---------------- | --- | -------------------------- | ---------------- | ---------------- |
|                  | J. Ericsson (E. Forssell) — 6 min 53 s (SN) J. Lindström (O. Möller) — 10 min 54 s P. Bellemare (M. Lundberg, B. Holloway) — 38 min 11 s (SN) | 1-0 2-0 3-0                |                  |                  |
| Markus Svensson  | Gardiens | Fredrik Pettersson-Wentzel |                  |                  |
| 12 min           | Pénalités | 6 min                      |                  |                  |
| 25               | Tirs | 21                         |                  |                  |

| 17 avril | Färjestad BK | 2-6 (0-1, 1-1, 1-4) | Skellefteå AIK | Löfbergs Lila Arena 8 500 spectateurs |

| Feuille de match                          | Feuille de match | Feuille de match | Feuille de match | Feuille de match |
| ----------------------------------------- | ---------------- | ---------------- | ---------------- | ---------------- |
|                                           |                  |                  |                  |                  |
| Fredrik Pettersson-Wentzel Pekka Tuokkala | Gardiens         | Markus Svensson  |                  |                  |
|                                           |                  |                  |                  |                  |
|                                           |                  |                  |                  |                  |

| 19 avril | Skellefteå AIK | 8-1 (3-1, 2-0, 3-0) | Färjestad BK | Skellefteå Kraft Arena 6 001 spectateurs |

| Feuille de match | Feuille de match | Feuille de match                          | Feuille de match | Feuille de match |
| ---------------- | ---------------- | ----------------------------------------- | ---------------- | ---------------- |
|                  |                  |                                           |                  |                  |
| Markus Svensson  | Gardiens         | Fredrik Pettersson-Wentzel Pekka Tuokkala |                  |                  |
|                  |                  |                                           |                  |                  |
|                  |                  |                                           |                  |                  |

| 21 avril | Färjestad BK | 0-3 (0-0, 0-0, 0-3) | Skellefteå AIK | Löfbergs Lila Arena |

| Feuille de match           | Feuille de match | Feuille de match | Feuille de match | Feuille de match |
| -------------------------- | ---------------- | ---------------- | --- | ---------------- |
|                            |                  | 0-1 0-2 0-3      | A. Lindholm (J. Norman, M. Lundberg) — 42 min 46 s P. Bellemare (B. Holloway) — 47 min 6 s M. Lundberg (V. Arvidsson) — 58 min 18 s (CV) |                  |
| Fredrik Pettersson-Wentzel | Gardiens         | Markus Svensson  | |                  |
|                            |                  |                  | |                  |
|                            |                  |                  | |                  |

### Effectif vainqueur
| Champion de Suède Skellefteå AIK | Gardiens de but : Erik Hanses, Henrik Karlsson, Stefan Steen, Markus Svensson Défenseurs : Sebastian Aho, Johan Alm, Erik Andersson, Niclas Burström, Rasmus Edström, Jonas Frögren, Tim Heed, Fredrik Lindgren, Anton Lindholm, Arvid Lundberg, Anton Öhman, Marcus Pettersson, Stefan Warg Attaquants : Viktor Arvidsson, Pierre-Édouard Bellemare, Petter Emanuelsson, Patrik Enberg, Jimmie Ericsson, Erik Forssell, Bud Holloway, Axel Holmström, Melker Karlsson, Joakim Lindström, Martin Lundberg, Henrik Marklund, Oscar Möller, John Norman, Adam Pettersson, Pontus Petterström, Oskar Sundqvist Entraîneurs : Hans Wallson, Stefan Klockare, Bert Robertsson |

## Kvalserien
La Kvalserien est une poule de barrage qui détermine oppose six équipes afin de déterminer les deux derniers participants à l'Elitserien 2013-2014. Les équipes terminant de la troisième à la sixième place disputent la saison 2013-2014 dans l'Allsvenskan.
Sont qualifiées pour ce barrage :
- La onzième et la douzième équipe de la saison régulière de l'Elitserien ;
- Les trois premières équipes de l'Allsvenskan ;
- L'équipe vainqueur de la poule de qualification à l'Allsvenskan.

| Clt   | Équipe            | PJ | V | VP | VF | D | BP | BC | Diff | Pts |
| ----- | ----------------- | -- | - | -- | -- | - | -- | -- | ---- | --- |
| +001, | Örebro HK         | 10 | 6 | 1  | 1  | 2 | 32 | 21 | +11  | 21  |
| +002, | Djurgården Hockey | 10 | 5 | 1  | 0  | 4 | 31 | 26 | +5   | 17  |
| +003, | Rögle BK          | 10 | 4 | 2  | 1  | 3 | 32 | 29 | +3   | 17  |
| +004, | Malmö Redhawks    | 10 | 4 | 1  | 1  | 4 | 25 | 27 | -2   | 15  |
| +005, | AIK IF            | 10 | 3 | 0  | 2  | 5 | 21 | 23 | -2   | 11  |
| +006, | VIK Västerås HK   | 10 | 2 | 1  | 1  | 6 | 18 | 35 | -17  | 9   |

- Qualifié pour l'Elitserien

## Trophées
- Trophée Le Mat : Skellefteå AIK
- Guldpucken : Joakim Lindström, Skellefteå AIK
- Guldhjälmen : Joakim Lindström, Skellefteå AIK
- Trophée Honkens : Linus Ullmark, Modo Hockey
- Trophée Håkan-Loob : Chad Kolarik, Linköpings HC
- Trophée Stefan-Liv : Joakim Lindström, Skellefteå AIK
- Årets rookie : Andreas Johnson, Frölunda HC
- Årets coach : Hans Wallson, Skellefteå AIK
- Guldpipan : Mikael Nord
- Trophée Salming : Patrik Hersley, Leksands IF